# Pierre Ginouvès
Pierre Aubert Ginouvès (en provençal Pèire Aubèrt Ginouvès) est un commis de marine, écrivain et parolier félibre, né en 1848 à Toulon et mort dans la même ville en 1916.

## Œuvre
Avant son intronisation dans le félibrige, il est généralement perçu comme un « trobaire » de langue provençale et a fait partie de « l'escolo de la Targo » de Toulon.
Il composa de nombreuses chansons et déclamations qu’il interprétait dans diverses réunions et dans les associations auxquelles il appartenait, qu’il publiait ainsi. Ces associations sont nombreuses : La Médaille coloniale à Marseille, la Société artistique seynoise, Les Touristes seynois, la Société philharmonique La Seynoise à La Seyne où il résida longtemps, la société artistique La Cheminée à Toulon. 
Par son recueil principal, Lei Toulonenco, il s'inscrit plus dans une tradition artistique orale multi-millénaire dans toute l'Occitanie, plutôt que dans l'objectif d'une production éditée, comme les auteurs prolifiques du félibrige (Mistral ou Aubanel) ; ainsi, Ginouvès se démarque d'autres auteurs provençalistes de son époque.